# Buritis (Rondônia)
Buritis este un oraș în statul Rondônia (RO), Brazilia.